# Georg Cantor
Pour les articles homonymes, voir Cantor.
Georg Cantor est un mathématicien allemand, né le 3 mars 1845 à Saint-Pétersbourg (Empire russe) et mort le 6 janvier 1918 à Halle (Empire allemand). Il est connu pour être le créateur de la théorie des ensembles.
Il établit l'importance de la bijection entre les ensembles, définit les ensembles infinis et les ensembles bien ordonnés. Il prouva également que les nombres réels sont « plus nombreux » que les entiers naturels. En fait, le théorème de Cantor implique l'existence d'une « infinité d'infinis ». Il définit les nombres cardinaux, les nombres ordinaux et leur arithmétique. Le travail de Cantor est d'un grand intérêt philosophique (ce dont il était parfaitement conscient) et a donné lieu à maintes interprétations et à maints débats.
Cantor a été confronté à la résistance de la part des mathématiciens de son époque, en particulier Kronecker.
Poincaré, bien qu'il connût et appréciât les travaux de Cantor, avait de profondes réserves sur son maniement de l'infini en tant que totalité achevée. Les accès de dépressions récurrents de Cantor, de 1884 à la fin de sa vie, ont été parfois attribués à l'attitude hostile de certains de ses contemporains, mais ces accès sont souvent à présent interprétés comme des manifestations d'un probable trouble bipolaire.
Au XXIe siècle, la valeur des travaux de Cantor n'est pas discutée par la majorité des mathématiciens qui y voient un changement de paradigme, à l'exception d'une partie du courant constructiviste qui s'inscrit à la suite de Kronecker. Dans le but de contrer les détracteurs de Cantor, David Hilbert a affirmé : « Nul ne doit nous exclure du Paradis que Cantor a créé. »

## Biographie

### Enfance et études
Georg Cantor est né en 1845 à Saint-Pétersbourg où son père, Georg Waldemar Cantor, homme d'affaires danois est courtier à la bourse de la ville ; d’origine juive mais converti au protestantisme, c'est un luthérien fervent. Sa mère Maria Anna Böhm, de nationalité autrichienne, est issue d'une famille de musiciens. Catholique de naissance, elle se convertit au protestantisme au moment de son mariage. Le grand-père maternel de Georg Cantor, Franz Böhm (1788-1846), frère aîné du violoniste hongrois Joseph Böhm, était violoniste et soliste réputé de l’orchestre de l'Opéra impérial de Saint-Pétersbourg.
Georg Cantor fut élevé dans la foi luthérienne, qu'il conserva toute sa vie. Violoniste remarquable, il avait hérité du talent artistique et musical de sa famille maternelle.
Lorsque le père de Cantor tomba malade, la famille chercha des hivers moins rigoureux que ceux de Saint-Pétersbourg. Elle alla s'installer en Allemagne en 1856, d'abord à Wiesbaden, ensuite à Francfort. En 1860, Cantor obtint un diplôme avec félicitations à la Realschule de Darmstadt où l'on remarqua ses qualités exceptionnelles en mathématiques, notamment en trigonométrie. En 1862, suivant le souhait de son père, Cantor intégra l'École polytechnique fédérale de Zurich où il entama des études supérieures en mathématiques.
En 1863, à la mort de son père, Cantor préféra poursuivre ses études à l'université de Berlin. Il suivit les cours de Weierstrass, Kummer et Kronecker. Il se lia d'amitié avec Hermann Schwarz, alors étudiant. Il passa l'été à l'université de Göttingen, qui devint par la suite un grand centre de la recherche mathématique. En 1867, Berlin lui accorda le titre de Philosophiæ doctor pour une thèse portant sur la théorie des nombres, De aequationibus secundi gradus indeterminatis.

### Début de carrière
Après avoir enseigné pendant un an dans une école de filles à Berlin, Cantor accepta en 1870 un poste à l'université de Halle, où il fit toute sa carrière. Il obtint l'habilitation requise grâce à un mémoire sur la théorie des formes quadratiques à trois variables, soumis en 1869 ; il fut promu professeur extraordinaire (une position analogue à celle d'un maître de conférences) en 1872.
En 1872, Cantor fit la connaissance de Richard Dedekind lors d'un voyage en Suisse. Cela devait être le point de départ d'une relation suivie qui devait jouer un rôle décisif dans le développement de la théorie des ensembles de Cantor. Leur correspondance, qui s'étale de 1872 à 1889, en est un témoignage précieux.
Eduard Heine avait posé la question de l'unicité de l'écriture d'une fonction périodique d'une variable réelle comme série de fonctions trigonométriques. Intéressé par ce problème, Cantor obtint l'unicité pour les fonctions continues. En 1872, il s'attacha à définir l'ensemble des points de discontinuité de ces fonctions, ce qui présuppose de manipuler des ensembles infinis. C'est ainsi qu'il commença à s'interroger sur l'infini.
En 1874, Cantor publia ses premiers travaux sur le sujet dans le Journal für die reine und angewandte Mathematik, où il donna la première démonstration que l'ensemble des réels n'est pas dénombrable.
Toujours en 1874, Cantor épousa Vally Guttmann. Ils auront six enfants, le dernier étant né en 1886. Malgré un modeste salaire académique, Cantor était en mesure de subvenir aux besoins de sa famille grâce à l'héritage de son père[réf. nécessaire].

### Hostilités entre Cantor et Kronecker
En 1877, Cantor soumit son dernier article au Journal de Crelle, dans lequel il démontra qu'une surface est en bijection avec une droite réelle. Kronecker, mathématicien réputé, fut en désaccord avec ce qui fondait les travaux de Cantor en théorie des ensembles. Kronecker, perçu aujourd'hui comme un pionnier du constructivisme, ne pensait pas que l'on puisse envisager un ensemble infini comme une entité : « Dieu a créé les nombres entiers ; le reste est l'œuvre de l'homme ». Kronecker pensait également qu'une preuve d'existence d'un objet mathématique satisfaisant à certaines propriétés devait donner une construction explicite d'un tel objet.
En 1879, Cantor obtint une chaire à l'université de Halle. Atteindre le plus haut rang à l'âge de 34 ans était une performance notable, mais Cantor aurait préféré une chaire dans une université plus prestigieuse, en particulier à Berlin où se trouvait la meilleure université allemande. Or, Kronecker, qui ne souhaitait pas avoir Cantor comme collègue, était précisément à la tête du secteur des mathématiques à Berlin, et il le resta jusqu'à sa mort en 1891.
En 1881, la mort d'Eduard Heine, collègue de Cantor de l'université de Halle, laissa une chaire inoccupée. À la suggestion de Cantor, l'université proposa la chaire à Dedekind, Heinrich Weber et Franz Mertens (dans cet ordre), mais tous déclinèrent l'offre. Le manque d'intérêt de la part de Dedekind est surprenant, étant donné qu'il enseignait dans une école d'ingénieur de faible niveau et portait une lourde charge administrative. Cet épisode est révélateur du manque de réputation du département de mathématiques de l'université de Halle. Albert Wangerin fut finalement nommé, mais ne se rapprocha jamais de Cantor.

### Dépression
En 1884, Cantor fut frappé de son premier accès de dépression. Selon Joseph Dauben, cette crise n'aurait pas été causée par les attaques de Kronecker, même si ces dernières l'avaient sans doute fortement amplifiée.
Cette crise émotionnelle le mena à donner des cours de philosophie, plutôt que de mathématiques. Chacune des 52 lettres que Cantor a écrites à Mittag-Leffler au cours de cette année attaquait Kronecker. Cantor se remit rapidement, mais un passage de l'une de ses lettres révèle une perte de confiance en lui-même :
« Je ne sais pas quand je pourrai retourner à la poursuite de mes travaux scientifiques. Pour le moment, je ne peux absolument rien faire dans ce sens et je me limite au strict nécessaire, à savoir donner des cours ; combien je voudrais être actif  scientifiquement et si seulement j'avais la vivacité d'esprit nécessaire. »
Bien qu'il ait produit quelques travaux de valeur après 1884, il ne retrouva pas le haut niveau de production des années 1874 à 1884. Il proposa une réconciliation avec Kronecker, qui accepta sans réticences. Malgré tout, le désaccord philosophique et les difficultés qui les séparaient persistèrent. On a dit parfois que les accès dépressifs récurrents de Cantor avaient été déclenchés par l'opposition que lui manifestait Kronecker, or quoique les difficultés relationnelles de Cantor et les troubles de sa production mathématique fussent, c'est certain, exacerbés par sa dépression, on peut douter qu'elles en fussent la cause[réf. souhaitée].
En 1888, il publia ses correspondances avec plusieurs philosophes au sujet des implications philosophiques de sa théorie des ensembles. Edmund Husserl fut un de ses collègues à Halle et un ami, entre 1886 et 1901. La réputation de Husserl s'est faite en philosophie, mais à l'époque il préparait un doctorat de mathématiques dirigé par Leo Königsberger, un étudiant de Weierstrass. Cantor écrivit aussi sur les implications théologiques de ses travaux en mathématiques ; il aurait identifié l'« infini absolu », l'infini d'une classe propre comme celle de tous les cardinaux ou de tous les ordinaux, à Dieu.
Pensant que Francis Bacon était en fait l'auteur de pièces attribuées à Shakespeare, il entama, pendant sa période de maladie, en 1884, une étude approfondie de la littérature élisabéthaine, dans le but d'étayer cette hypothèse. Cela le conduisit à publier deux articles, en 1896 et 1897, qui exposaient ses vues.
En 1890, Cantor participa à la fondation de la Deutsche Mathematiker-Vereinigung. Il en organisa la première réunion à Halle en 1891 et en fut élu président. Cela montre clairement que l'attitude de Kronecker n'a pas été fatale à sa réputation. Malgré l'animosité qu'il éprouvait pour Kronecker, Cantor l'invita à prendre la parole lors de cette réunion ; Kronecker ne put le faire, car son épouse était à ce moment-là à l'article de la mort.
Après le décès de son plus jeune fils, en 1899, Cantor souffrit d'une dépression chronique, qui l'affecta jusqu'à la fin de sa vie et pour laquelle il fut dispensé d'enseignement à plusieurs reprises et enfermé de manière répétitive en sanatorium. Cependant, il n'abandonna pas complètement les mathématiques, car il donna des conférences sur les paradoxes de la théorie des ensembles (attribués à Burali-Forti, Russell, et Cantor lui-même) lors d'une réunion de la Deutsche Mathematiker-Vereinigung, en 1903 et il assista au Congrès international des mathématiciens de Heidelberg en 1904.
En 1904, il fut lauréat de la médaille Sylvester de la Royal Society.
Cantor prit sa retraite en 1913 ; il fut confronté à la pauvreté et souffrit même de la faim au cours de la Première Guerre mondiale. La célébration publique de ses 70 ans fut annulée à cause de la guerre et quelques mois avant la fin de celle-ci, il mourut en janvier 1918 à l'hôpital où il avait passé la dernière année de sa vie.

## Travaux
Cantor fut le fondateur de la théorie des ensembles, à partir de 1874. Avant lui, le concept d'ensemble était plutôt basique, et avait été utilisé implicitement depuis les débuts des mathématiques, depuis Aristote. Personne n'avait compris que cette théorie avait des éléments non implicites. Avant Cantor, il n'y avait en fait que les ensembles finis (qui sont aisés à comprendre) et les ensembles infinis (qui étaient plutôt sujets à discussion philosophique). En prouvant qu'il y a une infinité de tailles d'ensembles infinis, Cantor a établi que les bases de cette théorie étaient non-triviales. La théorie des ensembles joue ainsi le rôle d'une théorie fondatrice pour les mathématiques modernes, parce qu'elle interprète des propositions relatives à des objets mathématiques (par exemple, nombres et fonctions) provenant de toutes les disciplines des mathématiques (comme l'algèbre, l'analyse et la topologie) en une seule théorie, et fournit un ensemble standard d'axiomes pour les prouver ou les infirmer. Les concepts de base de celle-ci sont aujourd'hui utilisés dans toutes les disciplines des mathématiques.
Dans une de ses premières publications, Cantor prouve que l'ensemble des nombres réels contient plus de nombres que l'ensemble des entiers naturels ; ce qui montre, pour la première fois, qu'il existe des ensembles infinis de tailles différentes. Il fut aussi le premier à apprécier l'importance des correspondances un pour un (les bijections) dans la théorie des ensembles. Il utilisa ce concept pour définir les ensembles finis et infinis, subdivisant ces derniers en ensembles dénombrables et non dénombrables.
Cantor introduisit des constructions fondamentales en théorie des ensembles, comme l'ensemble composé de tous les sous-ensembles possibles de A, appelé ensemble des parties de A. Il prouva plus tard que la taille de cet ensemble est strictement supérieure à celle de A, même quand A est un ensemble infini ; ce résultat fut bientôt connu sous le nom de théorème de Cantor. Cantor développa une théorie entière (une arithmétique) des ensembles infinis, appelés cardinaux et ordinaux, qui étendait l'arithmétique des nombres naturels. Il définit une notation des nombres cardinaux à l'aide de la lettre de l'alphabet hébreu א (aleph, convenablement indexée); pour les ordinaux, il employa la lettre grecque ω (omega). Cette notation est toujours utilisée aujourd'hui.
L'hypothèse du continu, introduite par Cantor, fut présentée par David Hilbert en premier parmi une liste de 23 problèmes ouverts lors de son célèbre exposé au Congrès International des mathématiciens de 1900 de Paris. Le travail de Cantor a aussi attiré d'autres remarques favorables que l'éloge d'Hilbert. Le philosophe américain Charles Peirce prisait la théorie des ensembles de Cantor, et, à la suite des cours magistraux de Cantor au premier congrès international des mathématiciens (à Zurich en 1897), Hurwitz et Hadamard aussi exprimèrent leur admiration. À ce congrès, Cantor renouvela son amitié et sa correspondance avec Dedekind. Depuis 1905, Cantor correspondait avec son admirateur britannique et traducteur Philip Jourdain sur l'histoire de la théorie des ensembles et sur ses idées religieuses, ce qui fut publié plus tard, comme le furent nombre de ses travaux présentés aux congrès.
Certains, comme Galilée avaient déjà remarqué qu'un ensemble infini, comme les carrés des nombres entiers, pouvait être mis en correspondance avec un ensemble infini le contenant strictement, en l'occurrence tous les entiers. Il y a d'une certaine façon « autant » de carrés de nombres entiers que de nombres entiers. Cantor est le premier à donner un sens précis à cette remarque, à l'aide de la notion de bijection qu'il introduit (sous un autre nom) à l'occasion, puis à la systématiser. Par exemple Cantor montre qu'il y a autant de nombres rationnels (ceux représentés par des fractions) que de nombres entiers. Cantor va plus loin et découvre qu'il y a plusieurs infinis, au sens où ils ne peuvent être mis en correspondance entre eux par une bijection : il montre en 1874 que la droite réelle contient plus de nombres réels (« beaucoup plus ») que de nombres algébriques (solutions d'équations polynomiales à coefficients rationnels) ; il découvre en 1877 à sa grande surprise (« Je le vois, mais je ne le crois pas », écrit-il à Dedekind) que l'on peut mettre en bijection la droite et le plan (autrement dit, qu'il y a « autant » de points dans un petit segment que dans l'espace entier).
Cantor introduit la notion d'ensemble infini dénombrable : un ensemble qui peut être mis en bijection avec les nombres entiers, c’est-à-dire que l'on peut, d'une certaine façon, numéroter tous ses éléments par des entiers (sans répétition mais ce n'est pas essentiel). Il montre que les ensembles des nombres entiers relatifs, des nombres rationnels, et des nombres algébriques sont tous dénombrables, mais que l'ensemble des nombres réels ne l'est pas.
Il donne une preuve élégante et très courte de ce dernier résultat en 1891, où il utilise ce qui est connu maintenant comme l'argument diagonal de Cantor, et qui a été depuis très utilisé, en particulier en logique mathématique et en théorie de la calculabilité. Il utilise cet argument pour montrer que l'ensemble de tous les sous-ensembles d'un ensemble A, appelé ensemble des parties de A, a strictement plus d'éléments que A, même si A est infini, c’est-à-dire que ces deux ensembles ne peuvent être mis en bijection. Cette proposition est aujourd'hui appelée théorème de Cantor. Elle a pour conséquence, l'existence d'une hiérarchie stricte, et elle-même infinie, d'ensembles infinis.
Pour étudier l'infini, Cantor introduit deux notions de nombres et leur arithmétique particulière (somme, produit, exponentiation). La première est celle de nombre cardinal, qui caractérise une classe d'ensembles pouvant être mis en bijection. Le plus petit nombre cardinal infini est celui des entiers naturels, le dénombrable. Le cardinal des nombres réels, ou de façon équivalent de l'ensemble des sous-ensembles des entiers naturels, est la puissance du continu. Cantor introduit la lettre hébraïque א (aleph) pour désigner les cardinaux, notation toujours en usage aujourd'hui. Ainsi le cardinal de l'ensemble des entiers naturels est noté ℵ0 (lire aleph zéro). La puissance du continu est un cardinal forcément supérieur ou égal au cardinal suivant immédiatement le dénombrable, que l'on note ℵ1. Cantor supposait que c'était ℵ1, c'est l'hypothèse du continu.
La seconde est celle de nombre ordinal, qui généralise les entiers en tant qu'ils sont ordonnés. Il utilise pour cela la notion de bon ordre, qu'il introduit en 1883. Cantor note les ordinaux avec des lettres grecques, le plus petit ordinal infini, celui de l'ensemble des entiers naturels, est noté ω0 (aujourd'hui simplement ω). Pour les nombres cardinaux il utilise en fait un ordinal en indice de la lettre ℵ.
Les dix premières productions de Cantor portaient sur la théorie des nombres, le sujet de sa thèse. Suivant la suggestion du professeur Eduard Heine, Cantor s'oriente vers l'analyse. Heine propose à Cantor de résoudre un problème dont la solution échappait à Dirichlet, Lipschitz, Bernhard Riemann et Eduard Heine lui-même : l'unicité de la représentation d'une fonction par une série de Fourier. Cantor résout ce problème difficile en 1869. Entre 1870 et 1872, Cantor publie d'autres travaux sur les séries trigonométriques, incluant une définition des nombres irrationnels comme des suites convergentes de nombres rationnels. C'est l'une des deux constructions usuelles des nombres réels. Dedekind, avec qui Cantor s'est lié d'amitié en 1872, cite ce travail dans la publication contenant sa propre construction des nombres réels, à partir de ce que l'on appelle maintenant les coupures de Dedekind.
La naissance de la théorie des ensembles est souvent marquée par l'article de Cantor de 1874
« Sur une propriété du système de tous les nombres algébriques réels » dans lequel Cantor démontre que les nombres réels ne sont pas dénombrables. Cette démonstration diffère de celle plus familière qui utilise son argument diagonal de 1891.
L'article de 1874 contient deux constructions. La première montre que les nombres algébriques réels (racines réelles des polynômes à coefficients entiers) forment une suite. Autrement dit, les nombres algébriques réels sont dénombrables. La seconde construction commence par n'importe quelle suite de nombres réels ; utilisant cette séquence, Cantor construit des segments emboîtés dont l'intersection contient un nombre réel n'appartenant pas à la suite. Puisqu'on peut toujours construire un nombre réel n'appartenant pas à une suite donnée, les nombres réels ne peuvent former une suite. Autrement dit, les nombres réels ne sont pas dénombrables. Cantor construit un nombre transcendant (c'est-à-dire un nombre non algébrique) en appliquant sa seconde construction à la suite de nombres algébriques réels. Il remarque aussi que ses constructions redémontrent le théorème de Liouville : Tout intervalle réel contient une infinité de nombres transcendants. En 1878, Cantor publia une construction démontrant qu'il y a « autant » de nombres transcendants que de nombres réels.
Entre 1879 et 1884, Cantor publia, dans les Mathematische Annalen (éditées par Felix Klein), une série de six articles qui constituent une introduction à sa théorie des ensembles. En même temps grandissait une opposition croissante à ses idées, menée par Kronecker, qui n'admettait des concepts mathématiques que s'ils pouvaient être construits en un nombre fini d'étapes à partir des entiers, qu'il considérait comme seuls donnés intuitivement. Pour Kronecker, la hiérarchie des infinis de Cantor était inadmissible, et accepter le concept d'infini actuel ouvrirait la porte à des paradoxes qui mettraient en danger l'édifice mathématique tout entier. Cantor découvrit également l'ensemble qui porte son nom durant cette période.
Le cinquième article de cette série, "Grundlagen einer allgemeinen Mannigfaltigkeitslehre" ("Fondements d'une théorie générale des agrégats") est le plus important des six, et fut aussi publié en monographie séparée. Il contenait des réponses de Cantor à ses critiques, et montrait comment les nombres transfinis formaient une extension systématique des entiers naturels. Il commence par définir les ensembles bien ordonnés ; les nombres ordinaux sont alors introduits comme types d'ordre de ces ensembles. Cantor définit ensuite l'addition et la multiplication des ordinaux. En 1885, Cantor étendit sa théorie des types d'ordre, les ordinaux en devenant simplement un cas particulier.
En 1891, il publia un article contenant son élégant "argument diagonal" pour montrer l'existence d'un ensemble non dénombrable ; il appliqua la même idée pour prouver le théorème de Cantor : le cardinal de l'ensemble des parties d'un ensemble A est strictement plus grand que le cardinal de A. Ceci établissait la richesse de la hiérarchie des ensembles infinis et de l'arithmétique des cardinaux et des ordinaux que Cantor avait définie. L'argument diagonal joue un rôle essentiel dans la solution du problème de l'arrêt, et dans la preuve du premier théorème d'incomplétude de Gödel.
En 1895 et 1897, Cantor publia un article en deux parties dans les Mathematische Annalen ; ce furent ses dernières contributions significatives à la théorie des ensembles. Le premier article commence par définir ensembles, sous-ensembles, etc. d'une manière qui reste largement acceptable aujourd'hui ; l'arithmétique des cardinaux et des ordinaux y est réexaminée. Cantor aurait voulu que le second article contînt une preuve de l'hypothèse du continu, mais dut se contenter d'exposer sa théorie des ensembles bien ordonnés et des ordinaux. Il essaie également de démontrer que si A et B sont des ensembles tels que A est en bijection avec un sous-ensemble de B et B en bijection avec un sous-ensemble de A, alors A et B sont équipotents ; Ernst Schröder avait énoncé ce théorème un peu auparavant, mais sa preuve, tout comme celle de Cantor, présentait des lacunes ; Felix Bernstein fournit une démonstration correcte dans sa thèse de 1898, d'où le nom actuel de théorème de Cantor–Bernstein.

## Hommages
- L'astéroïde (16246) Cantor porte son nom.

### Textes de Cantor
- 1872 – Über die Ausdehnung eines Satzes aus der trigonometrischen Reihen, Mathematische Annalen 5, p. 123-132 (Cantor [1932 p. 92-102]).
- 1874 – Über eine Eigenschaft des Inbegriffes aller reellen algebraischen Zahlen, Journal de Crelle 77, p. 258-262, (Cantor [1932, p. 115-118]).
- 1878 – Ein Beitrag zur Mannigfaltigkeitslehre, Journal de Crelle 84, p. 242-258 (Cantor [1932, p. 119-133]).
- 1879
  - a – Über einen Satz aus der Theorie der stetigen Mannigfaltigkeiten. (Cantor [1932, p. 134-138]).
  - b – Über unendliche lineare Punktmannigfaltigkeiten, 1. (Cantor [1932 p. 139-145]).
- 1880 – Über unendliche lineare Punktmannigfaltigkeiten, 2. (Cantor [1932 p. 145-148]).
- 1882 – Über unendliche lineare Punktmannigfaltigkeiten, 3. (Cantor [1932 p. 149-157]).
- 1883
  - a – Über unendliche lineare Punktmannigfaltigkeiten, 4. (Cantor [1932 p. 157-164)].
  - b – Über unendliche lineare Punktmannigfaltigkeiten, 5. Grundlagen einer allgemeinen Mannigfaltigkeitslehre. Ein mathematisch-philosophischer Versuch in der Lehre des Unendlichen (Cantor [1932 p. 165-208]).
    - bfr – Fondements d'une théorie générale des ensembles. Leipzig, Teubner. Trad. Milner in Cahiers pour l'Analyse 10. La formalisation, p. 35-52, le Seuil, Paris 1969.
- 1884 – Über unendliche lineare Punktmannigfaltigkeiten, 6. (Cantor [1932 p. 210-246]).
- 1887-1888 – Mitteilungen zur Lehre vom Transfiniten. (Cantor [1932, p. 378-439]).
- 1890 – Gesammelte Abhandlungen zur Lehre vom Transfiniten, Halle, C.E.M. Pfeffer (Cantor [1932, p. 370-439]).
- 1891 – Über eine elementare Frage zur Mannigfaltigkeitslehre, Jahresbericht der Deutschen Mathematiker-Vereinigung 1, p. 75-78 (Cantor [1932 p. 278-281]).
  - fr - Traduction et introd. H. Sinaceur : Sur une question élémentaire de la théorie des ensembles, in Logique et fondements des mathématiques, Anthologie (1850-1914), Paris, Payot, p. 197-203.
- 1895-1897 – Beiträge zur Begründung der transfiniten Mengenlehre, Mathematische Annalen 46, p. 481-512; 49, p. 207-246 (Cantor [1932, p. 282-356]).
  - fr - Trad. Sur les fondements de la théorie des ensembles transfinis. Trad F. Marotte. In Mémoires de la Société des Sciences physiques et naturelles de Bordeaux, rééd. Gabay, Paris 2000.
- 1905 – Ex Oriente Lux, Gespräche eines Meisters mit seinem Schüler über wesentliche Puncte des urkundlichen Christenthums. Berichtet vom Schüler selbst. Halle: C. E. M. Pfeffer.
- 1932 – (de) « Gesammelte Abhandlungen mathematischen und philosophischen Inhalts » (consulté le 14 octobre 2014), éd. par Ernst Zermelo. Presque tous les écrits de Cantor (en allemand).
- Correspondance Cantor-Dedekind, Trad. J. Cavaillès, in Cavaillès J., Philosophie des mathématiques, Paris, Hermann, 1962, p. 179-250.

Signalons aussi le document électronique disponible sur le site de la BNF (Lire en ligne) qui rassemble la majorité des œuvres de Cantor traduites en français : [1872], [1874], [1878], [1879], [1880], [1882], [1883a], [1883b], [1884], avec une introduction par Pierre Dugac. Cela dit, si certaines de ces traductions ont été revues par Poincaré, d’autres sont souvent mauvaises et éparses, et sont donc à consulter avec toutes les précautions nécessaires (voir la présentation de Pierre Dugac pour plus de détails).

### Ouvrages sur Cantor et son œuvre
: document utilisé comme source pour la rédaction de cet article.
- (en) J. J. O'Connor et E.F. Robertson, archive MacTutor (université de St Andrews) :
  - Georg Ferdinand Ludwig Philipp Cantor, biographie.
  - A history of set theory..

Ces deux articles sont les principales sources de la version anglaise, et donc de celle-ci.
- J.P. Belna, Cantor, Paris, Les belles lettres, 2000 ;
- N. Charraud, Infini et inconscient, essai sur Georg Cantor, Paris, Economica, 1994 ;
- A.-M. Décaillot, Cantor et la France. Correspondance du mathématicien allemand avec les Français à la fin du XIXe siècle, Paris, Kimé, 2008 ;
- J.L. Gardies, Pascal entre Eudoxe et Cantor, Paris, Vrin, 1984 ;
- (en) J.W. Dauben, Georg Cantor, His Mathematics and Philosophy of the Infinite, Princeton University Press, 1979.
- Gustavo Ernesto Piñeiro et Magali Mangin (trad.), La formalisation du concept de l'infini : Cantor, Barcelone, RBA Coleccionables, 2018, 175 p. (ISBN 978-84-473-9317-6).
- Leonida Lazzari, L'infinito di Cantor. Editrice Pitagora, Bologna, 2008.
- Georges Antoniadès Metrios, Cantor à tort. Editions Sival-Presse, 1968. Jean Itard en a dit "on arrive à ne plus savoir si deux et deux font quatre"[13].

### Note
1. ↑  Ces réserves furent reprises plus tard, par Brouwer et dans une moindre mesure Hermann Weyl. Ludwig Wittgenstein avait également des objections de fond[1].

#### Bases de données et dictionnaires
- Ressource relative à la recherche :   - Mathematics Genealogy Project
- Notices dans des dictionnaires ou encyclopédies généralistes :   - Britannica
  - Brockhaus
  - Den Store Danske Encyklopædi
  - Deutsche Biographie
  - Gran Enciclopèdia Catalana
  - Hrvatska Enciklopedija
  - Internetowa encyklopedia PWN
  - Larousse
  - Nationalencyklopedin
  - Proleksis enciklopedija
  - Store norske leksikon
  - Treccani
  - Universalis
  - Visuotinė lietuvių enciklopedija
- Notices d'autorité :   - VIAF
  - ISNI
  - BnF (données)
  - IdRef
  - LCCN
  - GND
  - Italie
  - Japon
  - CiNii
  - Espagne
  - Pays-Bas
  - Pologne
  - Israël
  - NUKAT
  - Suède
  - Vatican
  - Australie
  - Norvège
  - WorldCat